# Labourse
Labourse är en kommun i departementet Pas-de-Calais i regionen Hauts-de-France i norra Frankrike. Kommunen ligger i kantonen Nœux-les-Mines som tillhör arrondissementet Béthune. År 2022 hade Labourse 2 876 invånare.

## Befolkningsutveckling
Antalet invånare i kommunen Labourse
| Referens: INSEE |